# Rhabdatomis laudamia
Rhabdatomis laudamia är en fjärilsart som beskrevs av Druce 1885. Rhabdatomis laudamia ingår i släktet Rhabdatomis och familjen björnspinnare. Inga underarter finns listade.